# مدال الیوت کرسون
مدال الیوت کرسون (انگلیسی: Elliott Cresson Medal) عالی‌ترین مدال مؤسسه فرانکلین بود.
این مدال به افتخار الیوت کرسون نام گذاری شد.